# Międzychód
Międzychód [ɱ̃ɛ̃ˈd͡zɪxut], deutsch Birnbaum, ist die Kreisstadt des Powiat Międzychodzki in der polnischen Woiwodschaft Großpolen. Sie gilt als „Wiege des deutschen Kaufhauses“.

## Geographie und Natur
Die Stadt Międzychód liegt im westlichen Teil Großpolens, 85 km westlich von Posen, zwischen der Warthe und dem Küchensee im sogenannten Land der 100 Seen. Aufgrund der umgebenden Landschaft ist die Stadt in der Region als Urlaubs- und Erholungszentrum bekannt. In der Umgebung erstreckt sich der Sierakowski Landschaftsschutzpark. Die Naturschutzgebiete Dolina Kamionki (Kamionka-Tal), Kolno Międzychodzkie sowie der Netze-Urwald grenzen ebenfalls an die Stadt.

### Stadtgliederung

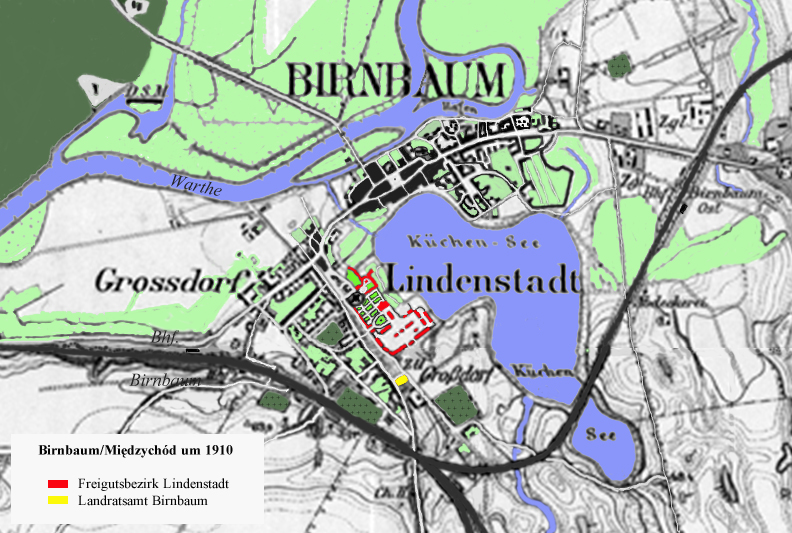
Stadtgliederung um 1910

Das heutige Stadtgebiet Międzychóds setzt sich aus ehemals drei Orten zusammen, die bis 1907 eigenständig waren:
- Międzychód (Birnbaum) zwischen Warthe im Norden, Jezioro miejskie (Küchen-See) im Süden, dem Graben im Westen, der vom See in die Warthe fließt und dem Graben im Osten, der heute trockengelegt ist
- Wielowieś (Großdorf) links des Grabens und des Jezioro miejskie (Küchen-See)
- Lipowiec (Lindenstadt), der Gutsbezirk innerhalb Großdorfs mit Schloss und Gutshof

Nach 1945 baute man die Stadt im Osten und Westen weiter aus und legte das Dorf Wielowieś (Großdorf) hinter den südlichen Stadtgrenzen völlig neu an.

### Gemeinde
Zur Stadt- und Landgemeinde (gmina miejsko-wiejska) Międzychód gehören folgende kleinere Ortschaften:

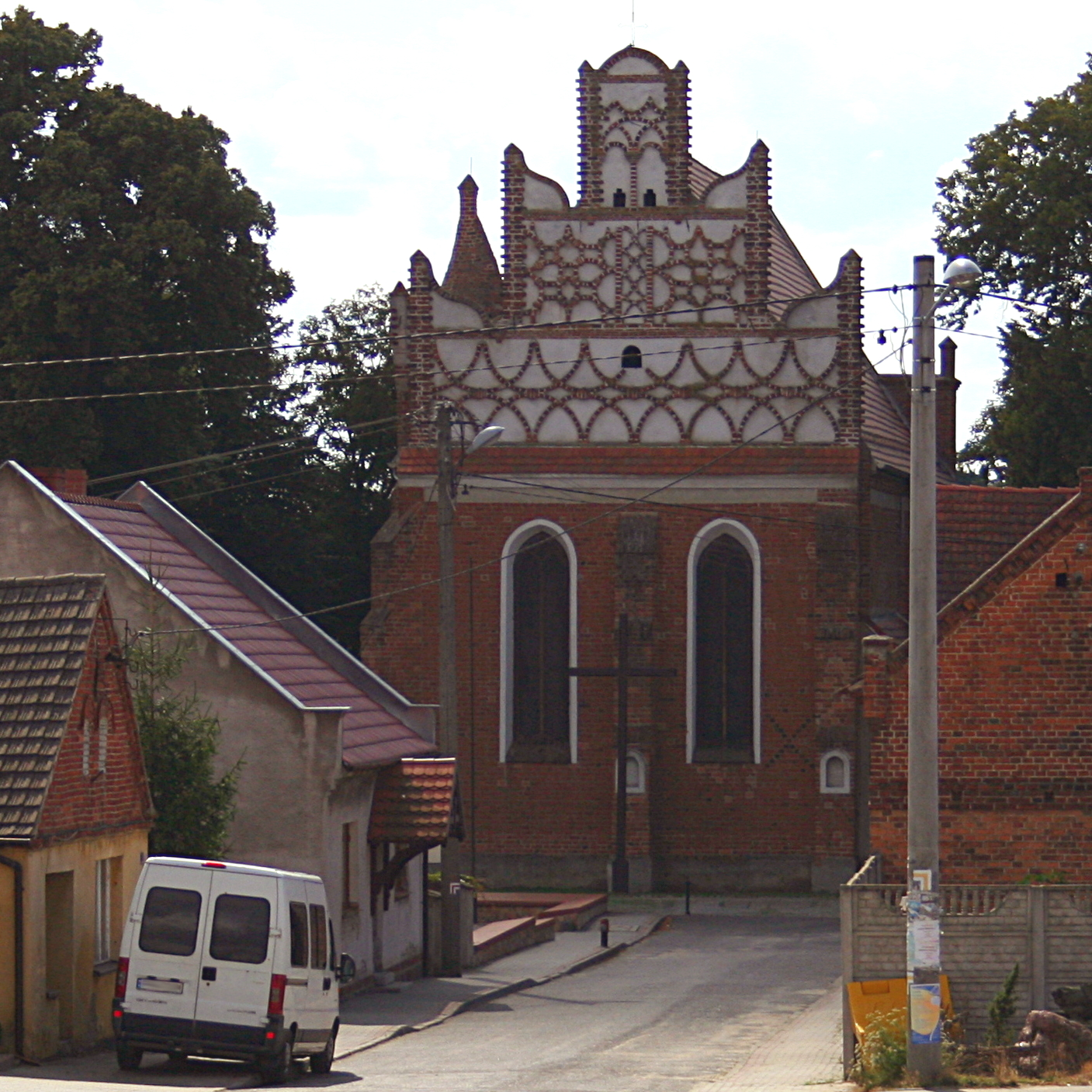
Gotische Backsteinkirche der Gebärenden Maria in Kamionna

| Name           | deutscher Name (1815–1919/20)    | deutscher Name (1939–1945)                   |
| -------------- | -------------------------------- | -------------------------------------------- |
| Bielsko        | Bielsko                          | Bielen                                       |
| Dormowo        | Dormowo                          | Dornhagen                                    |
| Drzewce        | Driewcen                         | Waldtrift                                    |
| Dzięcielin     | Vorwerk Steinshof                | Steinshof                                    |
| Gorzycko       | Alt Görtzig                      | Altgörzig                                    |
| Gorzyń         | Gorzyn                           | 1939–1943 Willich 1943–1945 Willichsee       |
| Gralewo        | Grolewo                          | Grabendorf                                   |
| Głażewo        | Glozewo                          | Glasberg                                     |
| Jenatkowo      | Henriettenhof                    | Henriettenhof                                |
| Kaliska        | Vorwerk Kaliske                  | ?                                            |
| Kamionna       | Kähme                            | Kähme                                        |
| Kaplin         | Kapline                          | ?                                            |
| Kolno          | Kulm                             | 1939–1943 Kulm 1943–1945 Kulmer Mühle        |
| Krzyżkówko     | Krzyzkowko 1907–20 Kreuzwehr     | Kreuzwehr                                    |
| Lewice         | Lewitz                           | Radlitzdorf                                  |
| Łowyń          | Lowin                            | 1939–1943 Taldorf 1943–1945 Waldtaldorf      |
| Mierzyn        | Neu Merine                       | Neuhorst                                     |
| Mierzynek      | Alt Merine                       | Althorst                                     |
| Międzychód     | Birnbaum                         | Birnbaum                                     |
| Mnichy         | Groß Münche                      | 1939–1943 Groß Münche 1943–1945 Großmünche   |
| Mniszki        | Klein Münche                     | 1939–1943 Klein Münche 1943–1945 Kleinmünche |
| Mokrzec        | Mokritz                          | Steinhübel                                   |
| Muchocin       | Muchocin                         | Kalckreuth                                   |
| Muchocinek     | Muchocin Hauland                 | ?                                            |
| Piłka          | Schneidemühl Hauland             | Schneidemühl Hauland                         |
| Popowo         | Popowo                           | Seetal                                       |
| Przedlesie     | Mitteninne                       | Mitteninne                                   |
| Puszcza        | Vorheide                         | Vorheide                                     |
| Radgoszcz      | Radegosch                        | Hammermühle                                  |
| Radusz         | Radusch                          | Waldrode                                     |
| Sarzyce        | ?                                | ?                                            |
| Skrzydlewo     | Skrzydlewo 1907–1920 Zollerndorf | Zollerndorf                                  |
| Sowia Góra     | Eulenberg                        | Eulenberg                                    |
| Tuczępy        | Tutschempe                       | 1939–1943 Unruhefelde 1943–1945 Unruhsfelde  |
| Wielowieś      | Großdorf                         | Großdorf                                     |
| Zamyślin       | Krebbelmühl                      | Krebbelmühl                                  |
| Zatom Nowy     | Neu Zattum                       | Neu Fährdorf                                 |
| Zatom Stary    | Alt Zattum                       | Alt Fährdorf                                 |
| Zielona Chojna | Grüne Tanne                      | Grüne Tanne                                  |
| Żmijowiec      | Neustein                         | Neustein                                     |
| Zwierzyniec    | Thiergarten                      | Tiergarten                                   |

## Geschichte

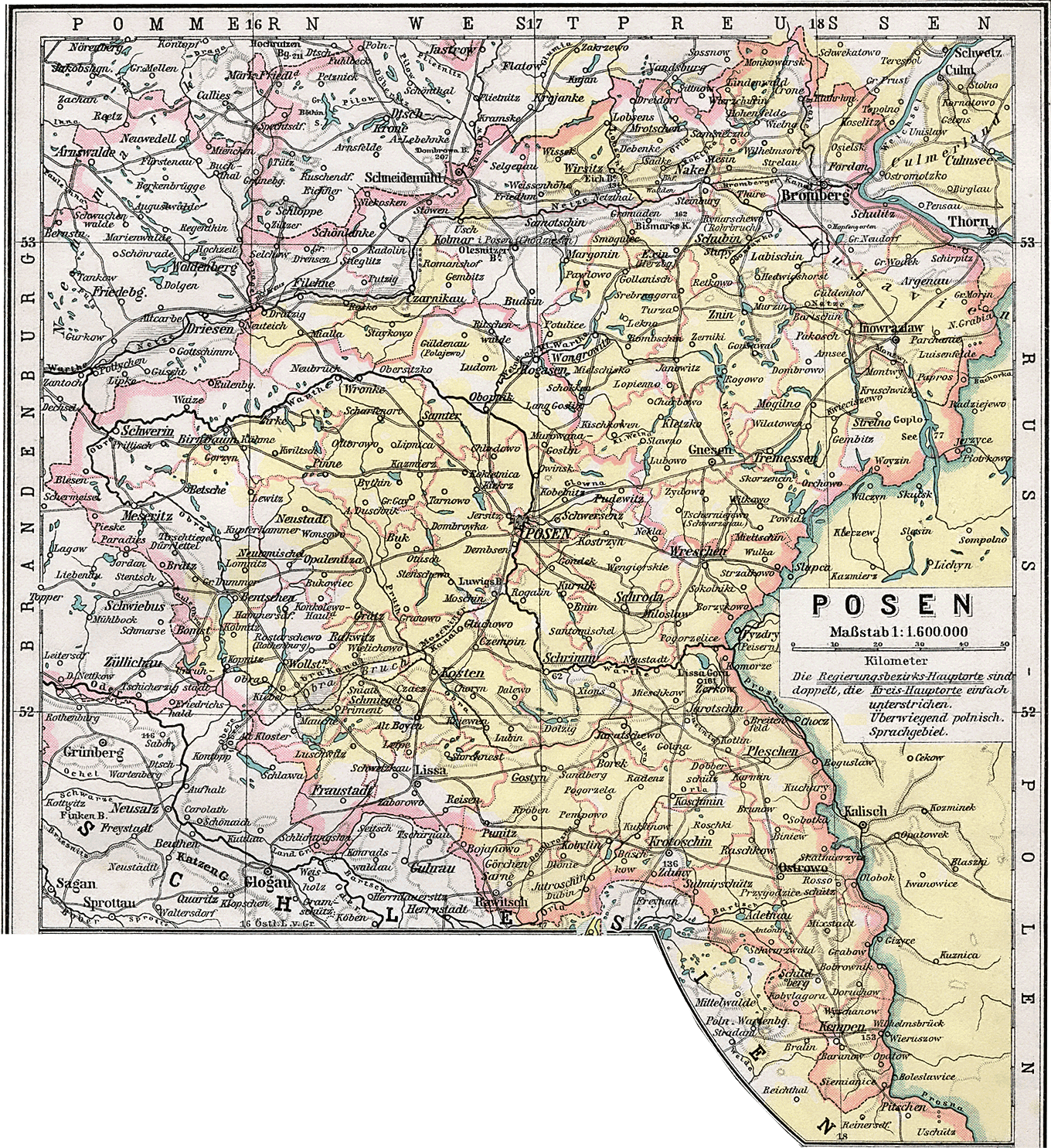
Birnbaum an der Warthe, südwestlich der Stadt Schneidemühl und nordwestlich der Stadt Posen, auf einer Landkarte der Provinz Posen von 1905 (gelb markierte Flächen kennzeichnen Gebiete mit seinerzeit mehrheitlich polnischsprachiger Bevölkerung).

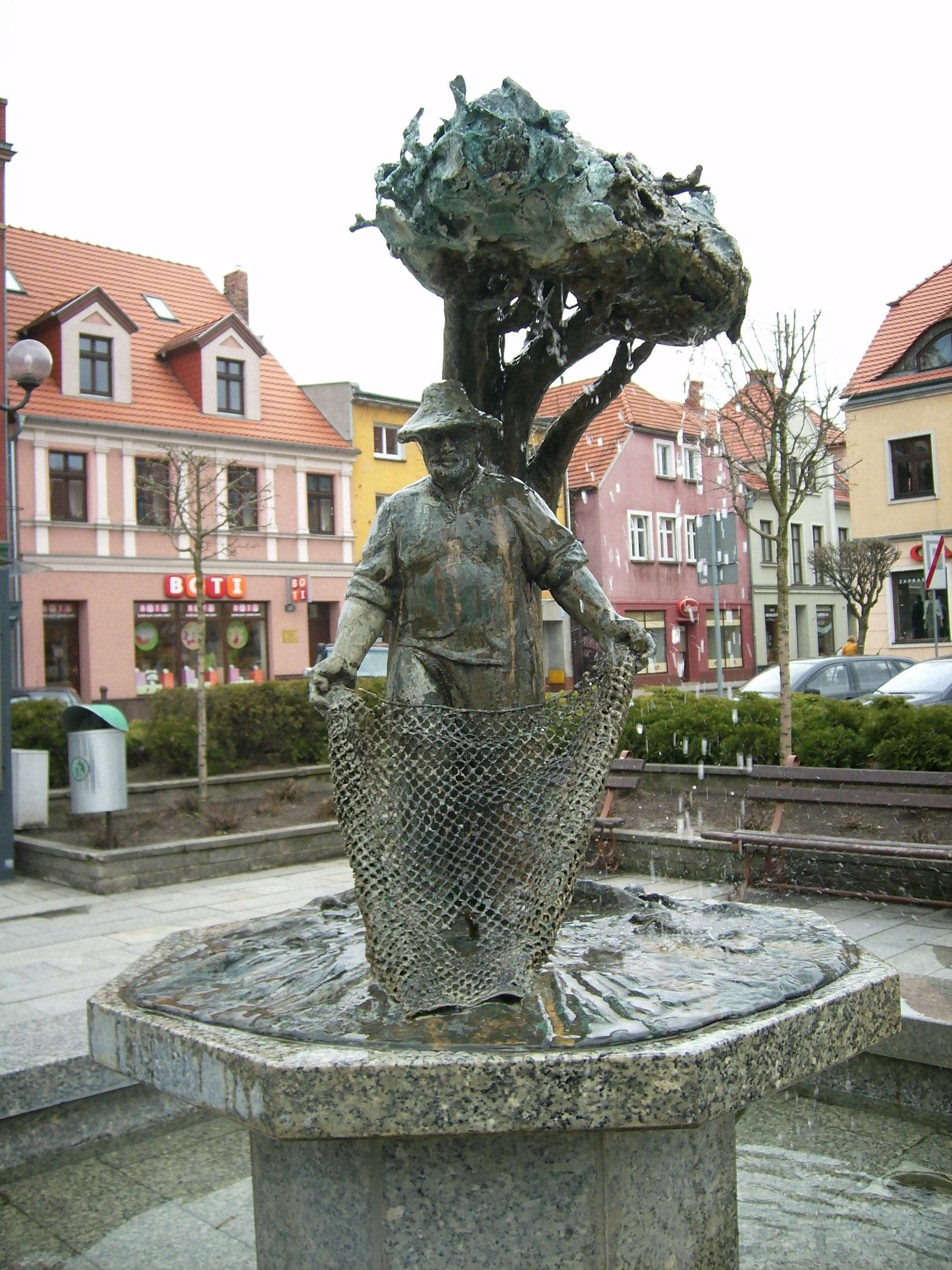
Fischerbrunnen auf dem Stary Rynek

Die erste schriftliche Erwähnung der Siedlung Mézichod stammt aus dem Jahr 1378. Die Stadtrechte erhielt sie bis 1400. In dieser Zeit lag Międzychód direkt an der Grenze zur Deutschen Ostsiedlung und deshalb in einem sprachlichen Mischgebiet. Um 1400 ist als Stadtvogt ein Deutscher belegt – ein Umstand, der darauf schließen lässt, dass deutsche Ansiedler sich in dem Orte schon damals Ansehen und hohe Stellungen erworben hatten. So gab es für die Stadt zwar den polnischen Stadtnamen Międzychód, der sich von den polnischen Worten między (zwischen) und chód (Weg) ableitet, aber auch den deutschen Stadtnamen Birnbaum, der sich auf den großen Birnbaum bezieht, der zur Siedlungsgründung führte. Genau an jenem Platz, wo einst dieser Birnbaum stand, befindet sich heute ein Fischerbrunnen.
Seit frühester Zeit war Międzychód eine städtische Grundherrschaft mit einem Grundherren an der Spitze, der den Titel Starost von Międzychód trug und seine Herrschaft vom Gutsbezirk Lindenstadt aus inmitten des Vororts Großdorf verwaltete. Die ersten heute bekannten Starosten Międzychóds waren Józef Łukaszewicz und Andrzej Nianczkowski, letzterer überließ die Stadt 1505 auf Wiederkauf dem Tomasz Krzyżanowski. Beide waren Glogauer Herzöge.

### Międzychód im Besitz der Familie Ostroróg 1550–1597

Gräfliches Wappen der Ostroróg

Stanisław Ostroróg, der Kastellan von Międzyrzecz, erwarb um 1550 Międzychód. Er war zusammen mit seinem Bruder Jakub Ostroróg (Erbherr Międzychóds) Anführer der lutherischen Reformation in Großpolen. Die Stadt wurde so erstaunlich früh überwiegend protestantisch, weil viele deutsche und polnische Stadtbewohner der Konversion seines Bruders folgten.
Neben vielen polnischen Adligen kehrte nach der Gegenreformation jedoch Jan Ostroróg, der jüngere Erbherr, zum Katholizismus zurück und erhielt 1591 infolge seiner Bekehrung die Grundherrschaft Międzychód. Denn König Zygmunt III. Wasa betraute seit 1566 nur Katholiken mit Ämtern von politischer Bedeutung. Jan Ostroróg bekämpfte mit allen Mitteln die Protestanten seiner Stadt, was dazu führte, dass die Polen alle wieder zum Katholizismus zurückkehrten, die meisten Deutschen die Stadt verließen und einige von ihnen ins katholische, polnische Lager übergingen. Im Jahr 1597 verkaufte der meist in Ruthenien lebende Jan Ostroróg die Stadt Międzychód (mit Muchocin und Gorzyn) an die deutsche Adelsfamilie von Unruh. Zu dem Zeitpunkt befanden sich kaum noch Deutsche in der Stadt.

### Im Besitz der Familie von Unruh 1597–1790

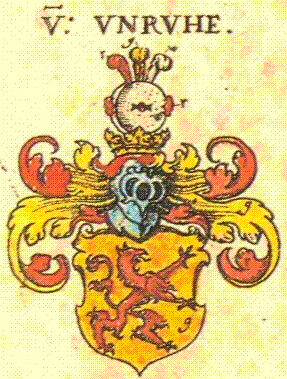
Wappen der Familie Unruh

Der Protestant Christoph von Unruh († 1620) aus Schlesien kaufte 1597 den polnischen Adelsherren die Stadt ab, fand aber durch die Wappenverbesserung Zygmunt III. Wasa als Christopherus von Unrug auch Aufnahme in den polnischen Adel. 200 Jahre lang blieb die Stadt im Besitz seiner Familie und verdankt ihr seine Blüte.

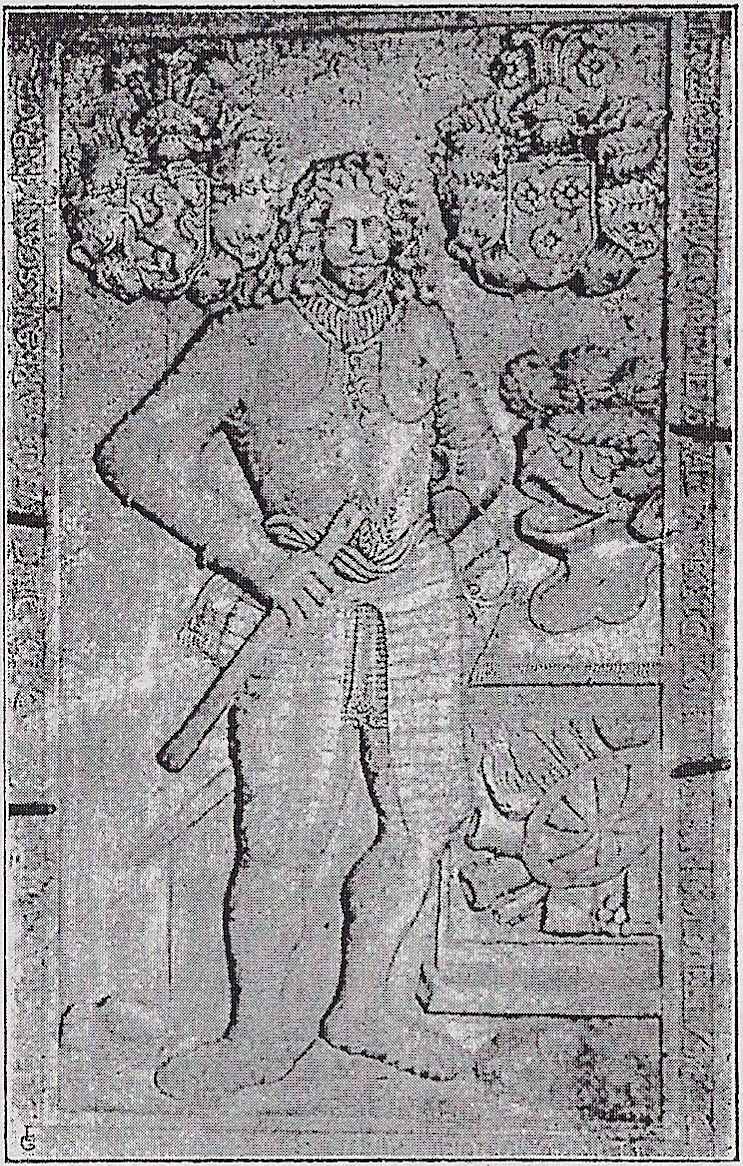
Grabstein Christoph von Unruh in der ehem. Ev. Kirche Birnbaum-Lindenstadt

Während des Dreißigjährigen Krieges sorgte die Adelsfamilie für eine
neue Masseneinwanderung deutscher Protestanten (vor allem schlesische Weber), die dank des Systems der Grundherrschaft in Międzychód Schutz ihrer Religion und Förderung ihrer wirtschaftlichen Interessen erlebten. Die Zahl der deutschen Einwanderer wuchs so rasant, dass die eher ländliche, polnische Bevölkerung wegen steigender Mietpreise ganz aus der Stadt hin in die Vorstädte Großdorf, Muchocin, Bielsko und Kolno verdrängt wurde.
In der Stadt entstand eine blühende Industrie, besonders bei den Webern, deren Tücher weit nach Kongresspolen und ins Ausland verkauft wurden, sogar nach Russland und China.
Der Erbherr Christoph von Unruh ließ auf dem Międzychóder Gutsbezirk Lindenstadt ein neues zeitgemäßes Schloss (1760) und eine evangelische Holzkirche für seine protestantischen, deutschen Stadtbewohner erbauen. Im Gedenken des Erbauers mauerten sie seinen Grabstein 1840 nach Zerstörung der Holzkirche in die Vorhalle der neuen aus Stein erbauten Evangelischen Kirche ein, der dort noch heute erhalten ist.
Schwere Stadtbrände 1692 und 1763 zerstörten die Stadt fast vollständig.
Im Jahre 1790 musste die Familie Międzychód verkaufen. Neuer Besitzer wurde Herr von Mielęcki, Ehegatte der Witwe des verstorbenen Starosten von Międzychód Bogusław von Unruh.

### Unter königlich-preußischer Herrschaft 1793–1920

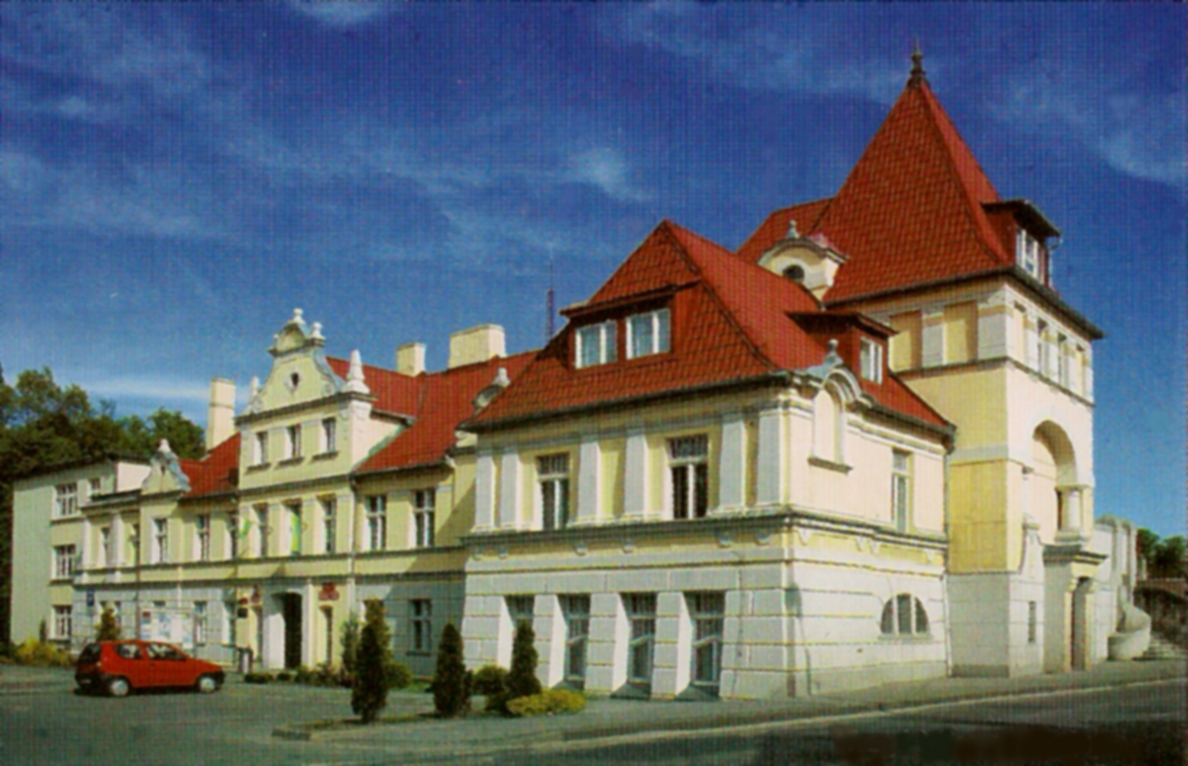
Landratsamtsgebäude, ca. 1830–1945
(heute: Sitz der Stadtverwaltung Międzychód)

Mit der II. Teilung Polens 1793 kam die Stadt Międzychód unter königlich preußische Herrschaft und wurde als Birnbaum Kreisstadt des Kreis Birnbaum in Südpreußen. Die Polen im Kreis Birnbaum waren ab 1797 eine ethnische Minderheit im Königreich Preußen ohne eigenes Land. Sie hatten kaum Bürgerrechte.
Mit Hilfe Napoleon Bonapartes wurde Międzychód ab 1806 im Herzogtum Warschau wieder Teil eines polnischen Staates, fiel aber 1815 als Folge der Heiligen Allianz beim Wiener Kongress zurück an Preußen. In der Stadt wurde ein Landratsamt für den Kreis Birnbaum eingerichtet und in Lindenstadt um 1840 dafür ein architektonisch wertvolles Gebäude gebaut. 1816 wurde Międzychód Königlich preußische Domäne, was das Ende des Jahrhunderte geltenden Systems der Grundherrschaft bedeutete. Das Unruh’sche Schloss verlor an Bedeutung und verwahrloste. Im Jahr 1818 teilte man die Stadt der Provinz Posen zu. 1833 erhielt sie ihre besondere Städteordnung.
100 Jahre lang hieß die Stadt offiziell Birnbaum und wurde während dieser Zeit zur Wiege des deutschen Kaufhauses.

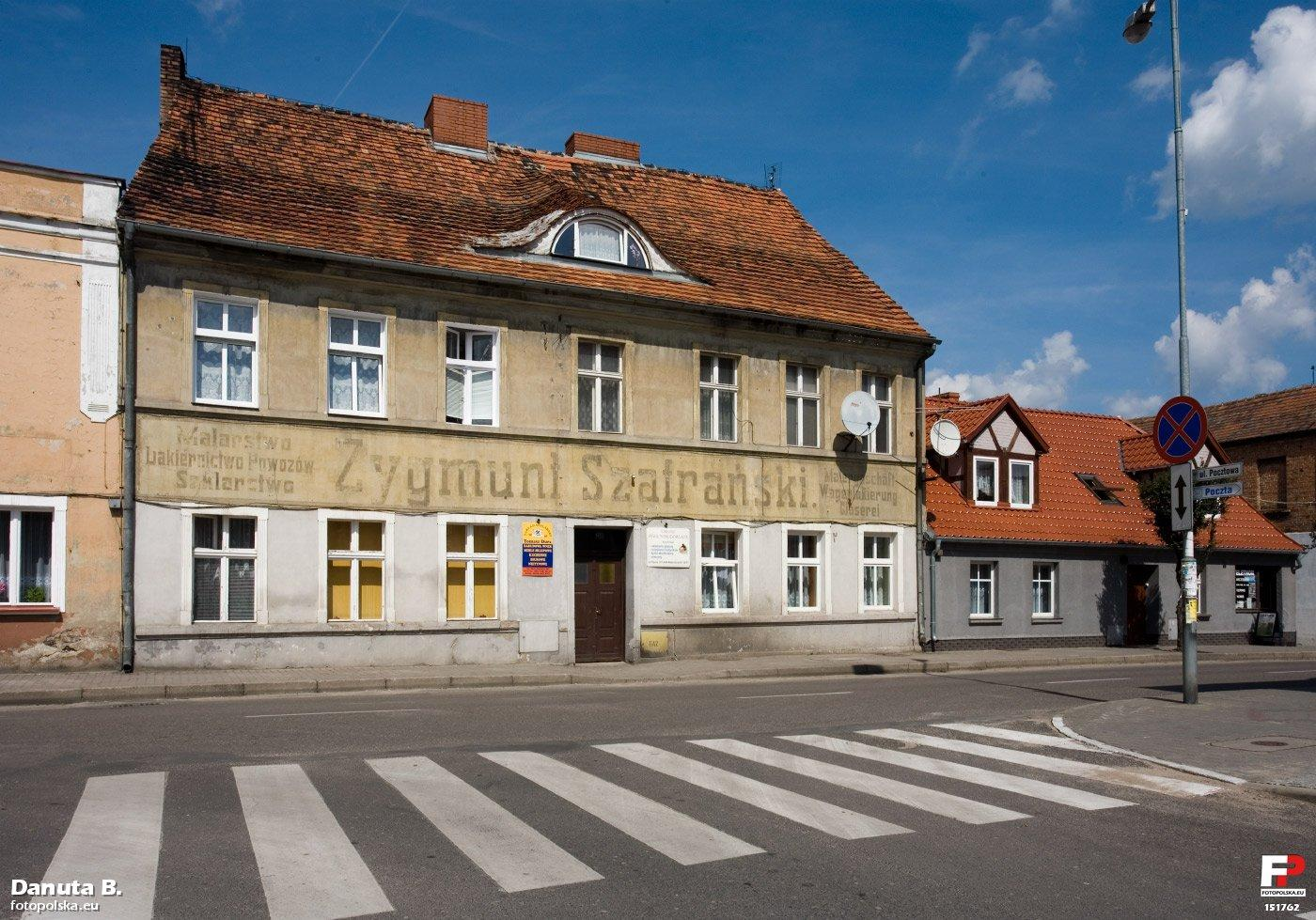
Ehemaliges Malergeschäft Zygmunt Szafrański mit historischer Reklame

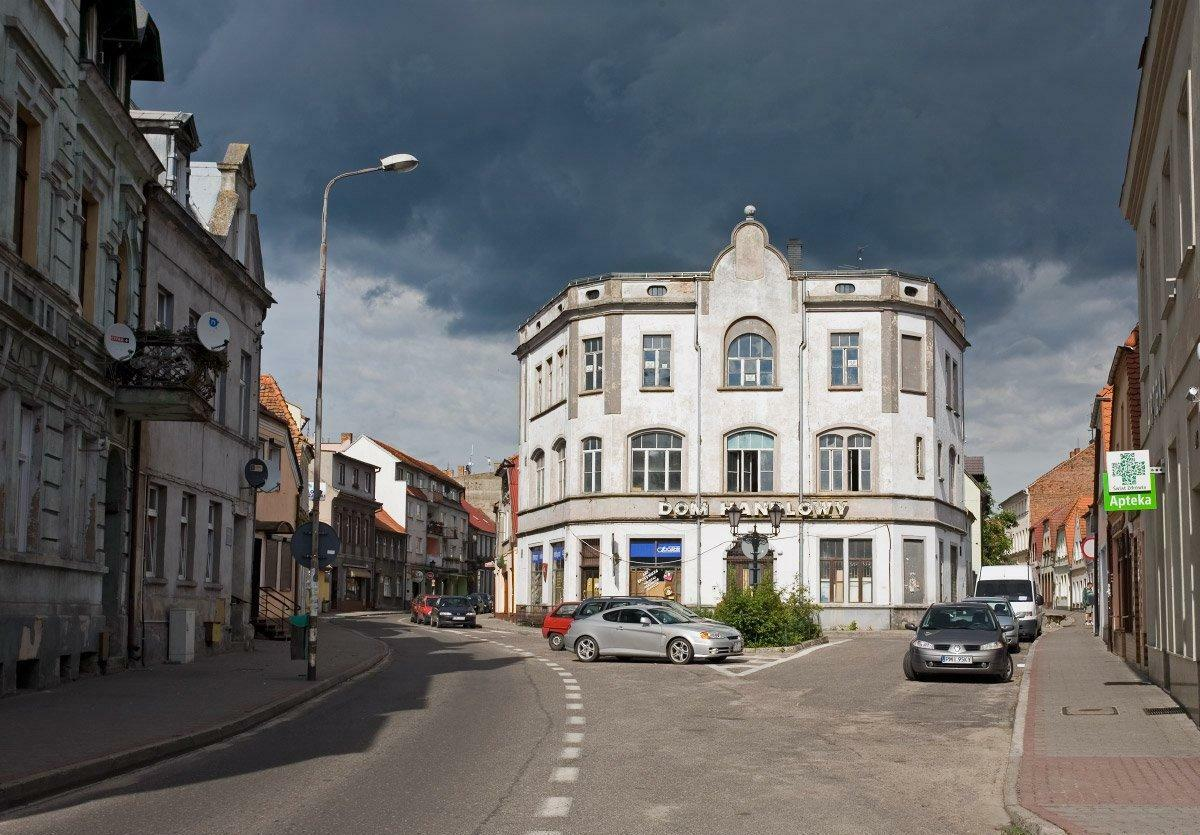
Ehem. Kaufhaus Fam. Weise, später B. Biniaś (Dom handlowy)

Unter königlich preußischer Herrschaft erlebte die Stadt ihren Einzug in die Industrielle Revolution. Hatten die Teilungen Polens auf einem Schlag zum Verlust der ganzen Absatzgebiete der 188 Tuchmacher/Weber Birnbaums geführt, so entstanden nun zwei Brauereien, eine Brennerei, mehrere Ziegeleien, Windmühlen, zwei Molkereien, eine Getreidemühle, ein Sägewerk, die Birnbaumer Tabakindustrieen und der Binnenhafen. Der Bau der Birnbaumer Eisenbahn 1888 erfolgte im Auftrage der Preußischen Ostbahn. Das erste Gaswerk der Stadt wurde 1898 in Gang gesetzt. Die ersten großen Birnbaumer Industriefabriken um 1900 waren Fabriken der Landwirtschaft: die Konservenfabrik Pomona zur Verarbeitung der Bauernernte und die Fabrik Mecentra zur Reparatur von Landmaschinen. Allerdings waren die meisten Handwerksstätten und alle Betriebe der Stadt in deutscher Hand. Einzelne hatten polnische Besitzer, darunter u. a. Andrzej Majcherek, Antoni Sobkowski und der Malermeister Zygmunt Szafrański. Die Mehrheit der Polen arbeiteten weiter als Lohnarbeiter der wohlhabenden deutschen Handwerker und Kaufleute.
Von den Kämpfen des Großpolnischen Aufstandes 1918–1919 unweit der Stadtgrenze blieb die Stadt verschont. Infolge des Versailler Vertrags wurde Birnbaum als Międzychód am 17. Januar 1920 Teil der Zweiten Polnischen Republik.

### Zwischen den Weltkriegen 1920–1939
Als Teil eines neuen polnischen Staates verlor Międzychód die meisten der deutschen und jüdischen Einwohner. Sie verkauften ihre Werkstätten sowie Betriebe an Polen und emigrierten nach Deutschland. Die folgende Inflation der 1920er Jahre und die Kieferneule in den umliegenden Wäldern beschied der Stadt den Anfang des Untergangs ihrer ganzen Industrie. Man knüpfte große Hoffnung an den Erholungs- und Heilungs-Tourismus und erhob Międzychód dank der bezaubernden Umgebung und des eigenartigen Mikroklimas nach Modernisierung der Badeanstalt offiziell zum Kurort.
Am 3. September 1939 marschierten die Deutschen in die Stadt ein und lösten mit ihrem Überfall auf Polen den Zweiten Weltkrieg aus.

### Nach Ende des Zweiten Weltkriegs
Die Stadt wurde am 27. Januar 1945 von der Roten Armee befreit, Międzychód wurde Teil der Volksrepublik Polen. Die Deutschen wurden, soweit sie nicht bereits geflüchtet waren, aus der Stadt vertrieben. Erstmals in der Geschichte gab es in der Stadt ausschließlich polnische Bürger.
1975 verlor die Stadt ihren Kreisstadtstatus, der ihr erst 1999, in der Dritten Polnischen Republik, wieder verliehen wurde. Seitdem gehört Międzychód zur Woiwodschaft Großpolen.

### Demographie
| Jahr | Einwohnerzahl | Anmerkungen |
| ---- | ------------- | --- |
| 1797 | 1444          | davon 1084 Christen und 360 Juden, ohne den Verwaltungssitz Lindenstadt mit 368 Christen |
| 1800 | 1592          | in 258 Wohnhäusern, 348 Juden |
| 1803 | 1739          | [ 16 ] |
| 1816 | 1996          | davon 1275 Evangelische, 241 Katholiken, 480 Juden |
| 1821 | 2092          | [ 16 ] |
| 1826 | 2200          | in 229 Häusern, 650 Juden |
| 1837 | 2637          | über ein Viertel Juden |
| 1843 | 2937          | in 263 Häusern |
| 1858 | 3240          | [ 15 ] |
| 1861 | 3285          | [ 15 ] |
| 1867 | 3379          | am 3. Dezember |
| 1871 | 3208          | deutsche Einwohner, darunter 2000 Evangelische, 550 Katholiken und 650 Juden; nach anderen Angaben 3207 Einwohner (am 1. Dezember), davon 2028 Evangelische, 582 Katholiken, 11 sonstige Christen, 586 Juden |
| 1875 | 3077          | [ 21 ] |
| 1880 | 3153          | [ 21 ] |
| 1890 | 3276          | davon 2031 Evangelische, 881 Katholiken, 268 Juden |
| 1900 | 2954          | meist Evangelische mit Großdorf und Lindenstadt 4881 Einwohner |
| 1905 | 5126          | nach Eingemeindung von Großdorf und Lindenstadt, davon 3218 Evangelische, 1739 Katholiken, 118 Juden |
| 1910 | 5274          | am 1. Dezember |

| Jahr | Einwohner |
| ---- | --------- |
| 2009 | 10.915    |
| 2012 | 18.634    |

## Politik

### Bürgermeister
Der 45. Bürgermeister der Stadt Międzychód ist Roman Wincenty Musiał (seit 2002).

Seine Vorgänger im Amt waren:
| Name                                                          | Name                                   |
| ------------------------------------------------------------- | -------------------------------------- |
| 01. Albert Brachała (1628)                                    | 23. Antoni Władisław Czeckalski (1920) |
| 02. Johann Hechler (1667–1668, 1673–1674)                     | 24. Kazimierz Tomaszewski (1921–1924)  |
| 03. Johann Fiolka (1668)                                      | 25. Józef Milczinski (1924–1928)       |
| 04. Michael Zöbe (1677, 1688)                                 | 26. Michał Skrzypczak (1928–1939)      |
| 05. Johannes Apt (1689)                                       | 27. Paul Fechner (1939)                |
| 06. Johann Christoph Junge (1711, 1714)                       | 28. Gerhard Buchwald (1939)            |
| 07. Johann Rose (1712, 1719, 1724, 1727, 1729–1731?)          | 29. Josef Thüte (1939–1945)            |
| 08. Martin Bremer (1713)                                      | 30. Julian Kinecki (1945–1948)         |
| 09. Christoph Appelt (1718?, 1728–1729, 1731–1738)            | 31. Kazimierz Drozdowski (1948–1950)   |
| 10. Gottfried Tepper (1724, 1728, 1739–1750)                  | 32. Leon Mamet (1950–1952)             |
| 11. Johann Stürtzel (1733, 1734–1740, 1749, 1756)             | 33. Stanisław Sobkowski (1952–1957)    |
| 12. Christoph Salomon (1740, 1744–1751, 1753–1754, 1756–1757) | 34. Władisław Rybak (1958–1961)        |
| 13. Gotthilf Martin Kintzel (1751–1753)                       | 35. Jerzy Łodyga (1961–1964)           |
| 14. Martin Kintzel (1760, 1762, 1764)                         | 36. Adam Sobek (1964–1973)             |
| 15. Johann Reich (1762–1764, 1770)                            | 37. Zbigniew Leszczynski (1973)        |
| 16. Gottlob Stürtzel (1774–1775)                              | 38. Henryk Rzeznicki (1974–1975)       |
| 17. Paul Kintzel (ca. 1774, 1779)                             | 39. Stefan Mamzer (1975–1976)          |
| 18. Johann Friedrich Wieczorowski (1811–1843)                 | 40. Roman Ratajczak (1976–1986)        |
| 19. Friedrich Gustav Hain (1843–1852)                         | 41. Bolesław Napieralski (1987–1990)   |
| 20. Hermann Mack (1856–1884)                                  | 42. Ludwik Szymkowiak (1990)           |
| 21. Alfons von Kaffka (1888–1906)                             | 43. Wojciech Krus (1990–1994)          |
| 22. Hermann Gerlach (1906–1920)                               | 44. Juliusz Koch (1994–2002)           |

### Wappen
| Wappen von Międzychód | Blasonierung: „In Silber ein bewurzelter grüner Birnbaum mit goldenen Früchten (Birnen), in dessen Krone eine torlose, rote Burg mit drei Zinnentürmen schwebt.“ |
| Wappen von Międzychód | |

Zur Entstehung des Wappens gibt es eine Sage:
Seit uralten Zeiten wohnten polnische Fischer am Stadtsee, der heute in kühlen Monaten durch unzählige in dieser Gegend überwinternde Vögel verzaubert. Direkt am See, anstelle des Stary Rynek (Alter Markt), befand sich eine Lichtung mit einem riesigen Birnbaum in der Mitte. Nach dem beendeten Fang pflegten die Fischer an den Birnbaumästen die Netze auszuhängen. Sie stellten eines Tages überraschend fest, dass auf dem Baum wie auch auf den umliegenden Bäumen fremde Netze ausgehängt wurden. Sie waren verwundert, da sie ein weiteres Fischerdorf in der Gegend bislang nicht wahrgenommen hatten. Sobald nach einigen Tagen Fischer erschienen sind, die am benachbarten See (heutzutage jezioro radgoskie) wohnten, wurde es offensichtlich. Beide Fischergruppen haben voneinander nicht gewusst. Infolge dieses zufälligen Treffens beschlossen sie zusammen zu ziehen und die Lichtung am Stadtsee zu besiedeln. Seitdem hängten sie gemeinsam die Netze an den Ästen aus. Das ist die Entstehungsgeschichte der Ansiedlung mit dem Birnbaum, der dann in das Wappen aufgenommen wurde.

### Städtepartnerschaften
- Skwierzyna, Polen (deutsch Schwerin an der Warthe)
- Szczytna, Polen
- Seelow, Deutschland
- Weinstadt, Deutschland
- Ostricourt, Frankreich

## Kultur und Sehenswürdigkeiten

### Veranstaltungen
- Dni Międzychodu mit dem dazugehörenden Festiwal Agroturystyki
- Noc Swiętojańska (Johannisnacht)
- Festiwal Szanty im. Teresy Remiszewskiej (Teresa Remiszewska’s Seemannslieder-Festival)
- Swięto Podgrzybka (Fest des Maronen-Röhrlings)
- Kiermasz Rogali św. Marcina (Kiermes der St.-Martins-Hörnchen)

### Bauwerke

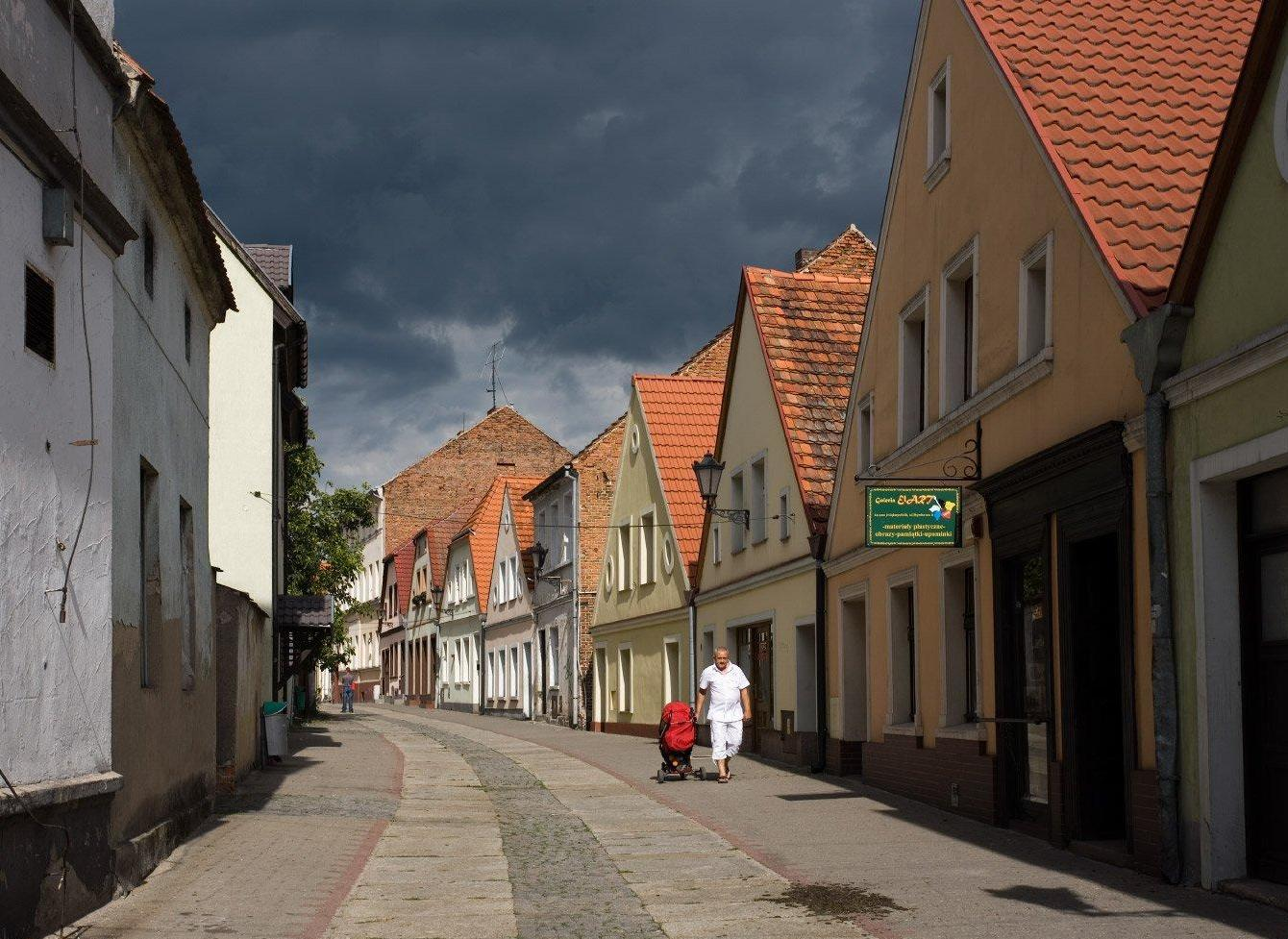
Bebauung der ul. Rynkowa

- Die katholische Pfarrkirche des Martyriums Johannes des Täufers (Kościół Męczeństwa św. Jana Chrzciciela) wurde 1591 von Jan Ostroróg gestiftet und mehrfach umgestaltet.[26]

- Die katholische Pfarrkirche des Unbefleckten Herzen Marias (Kościół pw. Niepokalanego Serca Maryi) ist die ehemalige evangelische Stadtkirche. Anstelle einer Vorgängerkirche des 18. Jahrhunderts wurde das heutige Gebäude 1829 von Karl Friedrich Schinkel im Rundbogenstil entworfen und 1838–1840 ausgeführt. Trotz ihrer Größe liegt ihr Schinkels Musterentwurf einer Normalkirche zugrunde. Sie verfügt über das typische Holztonnengewölbe, eine gerade Chorwand und zweistöckige Emporen.[27] In der Vorhalle befindet sich der Grabstein des Grundherrn Christoph von Unruh († 1689). In die Kirchhofsmauer sind historische Grabsteine aus dem 18. Jahrhundert mit deutschen Inschriften eingelassen.
- Der Ortskern hat ein landstädtisches Gepräge. Neben den schlichten ein- bis zweistöckigen Häusern aus der Wende des 18. zum 19. Jahrhundert, die sich entlang der ul. Rynkowa giebelständig aufreihen, bestimmen repräsentative Bauten der Jahrhundertwende wie das Kaufhaus oder das ehemalige Hotel Schwarzer Adler das Stadtbild.
- Muzeum regionalne (Regionalmuseum) mit reichen ethnografischen Sammlungen und Andenken der Stadtgeschichte
- Laufpompa (Laufpumpe), ein artesischer Tiefbrunnen aus dem Jahr 1912 mit schwefelhaltigem Wasser
- Oskar-Tietz-Park mit Gedenkstein

## Wirtschaft und Infrastruktur

### Verkehrsanbindung

#### Schienenverkehr
Über den Bau der Eisenbahnstrecke Rokietnica–Międzyrzecz für die Preußische Ostbahn erhielt Międzychód im Jahr 1888 ihren Anschluss an das Eisenbahnnetz und war seit 1907 dank des Ausbaus weiterer Strecken nach Szamotuły und Zbąszyń ein wichtiger Eisenbahnknotenpunkt mit zwei Bahnhöfen: Bhf Międzychód (Bhf Birnbaum) und Międzychód-Wschód (Birnbaum-Ost).
Bis in die 1990er Jahre blieben die Strecken allerdings nicht elektrifiziert und es fehlte weiter das Geld, sie zu modernisieren. So erfolgte trotz massiven Protests der Stadtbürger die Stilllegung des gesamten Eisenbahnnetzes in und um Międzychód.
Die Wiederinbetriebnahme wurde im Oktober 2023 bekannt gegeben.

#### Straßenverkehr
Durch den Ausbau der Autostrada A2/E30 im Jahr 2012 bietet Międzychód eine gute Anbindung ans Straßennetz. So ist die Stadt über die neue Autobahn von Frankfurt (Oder) aus in weniger als zwei Stunden zu erreichen (A2/E30 Ausfahrt Trzciel auf die Droga krajowa 92, dann weiter bis nach Międzychód auf der Droga wojewódzka 160). Von Poznań über die Droga krajowa 92 und anschließend über die Droga krajowa 24 in 1,25 Stunden.
Die Stadt Międzychód liegt am Europaradwanderweg R1 von Boulogne-sur-Mer nach St. Petersburg.

#### Flugverkehr
Der internationale Flughafen Poznań-Ławica liegt 72 km von Międzychód entfernt und ist mit dem Auto in ca. 1 Std. erreichbar (über die Droga krajowa 24 und Droga krajowa 92).

#### Schiffsverkehr
Die Lage Międzychóds an der schiffbaren Warthe bewirkte, dass die Einwohner den Fluss als billigen Transportweg früh nutzten. So gab es hier im 18. Jahrhundert schon Holzhandel im großen Stil, der von hier aus nach Stettin transportiert wurde.
Der Schiffsverkehr auf der Warthe wurde mit der Zeit größer und beeinflusste die Entwicklung der Stadt. Im 19. Jahrhundert legte man hier ein Winterquartier für Lastkrähne und kleine Schiffe an, das im Laufe der Zeit zum Binnenhafen der Stadt Międzychód umgewandelt wurde. Mit Lastkähnen transportierte man neben Holz auch Agrarprodukte sowie Braunkohle.
Die Warthe ist hier bis heute schiffbar, trägt aktuell aber nur selten noch Schiffe, nachdem der Hafen nach starken Auftragsrückgängen seine Bedeutung verlor und im Jahr 1951 schließen musste.

#### Ansässige Unternehmen
- die Polstermöbelfabrik Christianapol GmbH
- die Kunststoffverarbeitungsfirmen Sched-Pol GbR, Marbo, Domet und Doso
- die Baufirmen Peach, Domex GbR sowie Piotr Gnoiński
- die Lebensmittelindustrie Heinz AG (Abt. Międzychód)
- das Sägewerk Dormowo
- die Speditionsfirmen ABC Czepczyński, Lewidal und Wiktor Leszczyński

### Öffentliche Einrichtungen
- Międzychodzki Dom Kultury (Międzychóder Kulturhaus). Hier werden viele und vielfältige kulturelle Veranstaltungen organisiert, Konzerte, auch Festivals. Zahlreiche Tanz- und Musikvereine sind hier tätig.
- Biblioteka Publiczna (Öffentliche Stadtbibliothek). Der Bestand beträgt über 66.000 Bücher. Es wird auch ein Sprachbuch-Punkt geführt, der vor allem an blinde Leser gerichtet ist. Auch kostenlose Fremdsprachkurse für Arbeitslose finden hier statt. Es gibt eine Regionalabteilung, in der historische Quellen und Dokumentierung des gesellschaftlichen Lebens angesammelt werden.

### Bildung und Forschung

#### Schulwesen
Die Stadt Międzychód bietet Unterricht gemäß dem Bildungssystem in Polen:
- Szkoła Podstawowa (Grundschule):
  - Szkoła Podstawowa Nr. 1, Międzychód, ul. 17 Stycznia 92
  - Szkoła Podstawowa Nr. 2, Międzychód, ul. Gorzycka 1
  - Specjalna Szkoła Podstawowa: Międzychód, ul. Gwardii Ludowej 6b (vorm Schulkomplex Nr. 1)

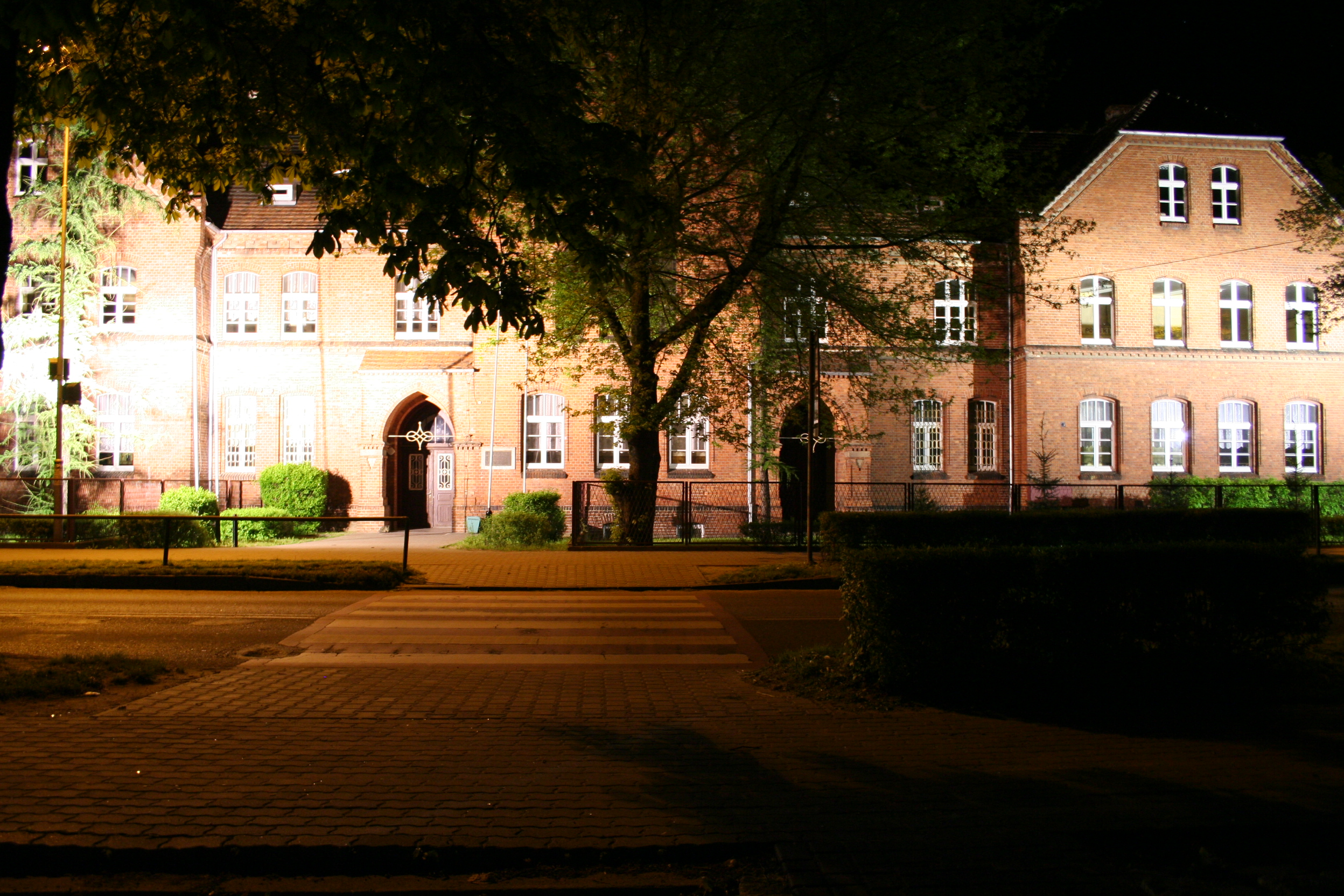
Das allgemeinbildende Lyzeum „Jarosław Dąbrowski“ in Międzychód
(ehem. Stadtgymnasium Birnbaum)

- Gimnazjum (in Polen für alle Schüler obligatorische Mittelstufenschule, die im Alter von 13–16 Jahren besucht wird):
  - Gimnazjum Nr. 1, Międzychód, ul. Iczka 3
  - Gimnazjum Nr. 2, Międzychód, ul. Gorzycka 1

- Szkoły średnie (weiterführende Schulen):
  - Allgemeinbildendes Lyzeum „Jarosław Dąbrowski“,
 Międzychód, ul. Sikorskiego 27
  - Drei Technika (Berufsoberschulen):
    - Schulkomplex Nr. 1, Międzychód, ul. Gwardii Ludowej 6
    - Schulkomplex Nr. 2, Międzychód, ul. Chrobrego 13
    - Schulkomplex Nr. 3, Międzychód, ul. Dworcowa 24

  - Grundberufsschule im Schulkomplex Nr. 2 (ul. Chrobrego 13)

### Freizeit- und Sportanlagen
- Hala Sportowa (Sporthalle). Die zahlreichen Sportvereine der Stadt nutzen seit 2001 die neue Sport- und Konzerthalle, die internationale Wettkämpfe, professionelle Konzerte und das Austragen von Tanzturnieren ermöglicht.

## Persönlichkeiten

### Ehrenbürger
- 1815–1898: Otto von Bismarck
- 1858–1923: Oscar Tietz

### Söhne und Töchter der Stadt
- Jan Daniel Janocki (1720–1786), Literaturhistoriker
- Albert Ludwig von Haza-Radlitz (1798–1872), Reichstagsabgeordneter
- Moritz Michael Eulenburg (1811–1887), Augenarzt und Orthopäde
- Hermann Joël (1821–1880), Rabbiner
- Rudolf Kögel (1829–1896), evangelischer Theologe und Kanzelredner
- Carl Otto von Kalckreuth (1835–1900), preussischer Offizier und Landtagsabgeordneter
- Hermann Tietz (1837–1907), Mitgründer des Kaufhaus-Konzerns HERTIE
- Leonhard Tietz (1849–1914), Gründer der heutigen GALERIA Kaufhof GmbH
- Max Joske (1851–1933), deutsch-jüdischer Kaufmann
- Oscar Tietz (1858–1923), Mitgründer des Kaufhaus-Konzerns HERTIE
- Lesser Ury (1861–1931), Maler und Grafiker
- Ida Wronker (1871–1942), deutsche Kauffrau, Handlungsbevollmächtigte und Vorstandsmitglied eines süddeutschen Warenhaus-Konzerns und Philanthropin
- Carl Hermann Busse (1872–1918), Lyriker
- Hugo Hirsch (1884–1961), deutscher Operetten- und Schlagerkomponist
- Otto Ehrich (1897–1988), deutscher Kaufmann und Kunstmaler
- Joseph Koenig (1907–1997), Diplomat und Journalist
- Georg-Christoph von Unruh (1913–2009), Rechtswissenschaftler
- Johannes Launhardt (1929–2019), lutherischer Bischof von Georgien
- Joachim Hellwig (1932–2014), Dokumentarfilmregisseur, Dramaturg und Autor
- Bernd Tödte (* 1944), Vizepräsident des Bundespatentgerichtes

### Personen, die mit der Stadt in Verbindung stehen
- Friedrich Wilhelm Buttel (1796–1869), deutscher Architekt und Hofbaumeister des (Groß-)Herzogtums Mecklenburg-Strelitz, kam nach seiner 1813 abgeschlossenen Maurerausbildung nach Birnbaum und erhielt eine Anstellung im Vermessungswesen als praktischer Feldmesser bei einem königlichen Oberförster namens „König“